# シャワー (アルバム)
シャワーはThe Water Of Lifeの死後2年後に発表されたミニアルバム。ライブ会場とインターネット販売限定で299枚だけ販売された。

## 内容
2004年1月の死から清水本人が歌う音源は一切発表されていなかった。それまで事故の時にギターは破壊されたが、同じ場にあったデモ音源は全て無事であるとされていたが、これまでその音源が公に発表されることはなかった。しかし、彼が3回忌を迎えた2006年10月に行われた二度目のLive for 君の味方でついにその音源の一部がCDとして発売されることが決定した。製作には清水の妻である清水陽子が全面的に協力し、音源のチェック、ジャケットのデザイン全てにかかわっている。また、限定299枚という半端な数字であるのは彼女が清水の娘である七那音向けに1枚を取っておくということからである。
後に関係者向けに予備増産が行われているが、アルバム完成後に原盤が壊れてしまったためにこれ以後は二度と同じものを作ることができなくなったという。
清水和彦のThe Water Of Life名義のスタジオ作品としては1998年の1stアルバム「コクハク」以来であり、本人の死後とはいえ、WOLにとって実に8年ぶりの2ndアルバムとなった。
ジャケットデザインは清水のソニー時代にジャケットイラストを担当したJONKOが久々にWOLのCDデザインを行っている。
また、歌詞カードには生前に清水が娘と遊んでいたころの写真が使用されており、イラストも清水が天国でまだ歌っているであろうということを思わせるものが描かれている。また、裏表紙には2006年10月7日のWOLのサインが描かれている。
また、このCDは「利益でも普及でもない「共有」を求めて。」をコンセプトに製作されており、もし、イベントで完売しなければ必ず注文を受け付けるという公約で製作販売された。

## 収録曲
1. 星空の下で
完成した作品として仕上がっており、バックの演奏も完成している。1999年10月録音。
2. 変わらない
デビュー前の1994年9月録音の作品。ピアノ弾き語りの楽曲。
3. ブルージーンズの旗
こちらもデビュー前の作品で、1995年3月に録音。ギター一本で歌われている。
4. 0と1の恋
死の直前、2004年1月に録音された作品。このアルバムの中では最も新しい楽曲。ギター弾き語りとストリングスアレンジで構成され、当時普及し始めた携帯電話のメールでの恋愛を描いた楽曲である。
5. ホームワーク
バック演奏を含めて完成されている作品。1999年2月録音。
6. 青春の絆
デビュー1年前の1996年9月録音の作品。1996年録音の作品であることから、音質はやや劣るものの、ほぼ演奏自体は完成している。
7. シャワー
ついに公開されたWOLバージョンのシャワー。原曲がニ長調の楽曲であることも初めて明かされた。2003年7月録音。
8. WATER CANVAS (Bonus Track)
生前には発表されることの無かった一人多重アカペラの楽曲。デビュー年の1997年12月録音。WOL作品としてはメジャーデビューシングルに収録された「花はどこへ行った」の次に短い2分12秒という楽曲。

- 作詞:清水和彦(#1〜8)
- 作曲:清水和彦(#1〜8)